# Maison (2 rue du Change, Tours)
La maison, 2 rue du Change est un ensemble de  deux anciennes maisons mitoyennes à pans de bois dans la ville de Tours, dans le département français d'Indre-et-Loire.
Façades et toitures sont classées comme monument historique en 1965.

## Localisation
L'immeuble est situé dans le Vieux-Tours, non loin de la place Plumereau. Il se trouve à l'angle sud-est de la rue du Change et de la rue de la Monnaie.

## Histoire
L'édifice est construit vers la fin du XVe siècle, mais ses baies sont remaniées deux siècles plus tard.
Ses façades et ses toitures sont classées comme monument historique par arrêté du 5 mars 1965.

## Description
La maison comporte deux niveaux de sous-sols. Au-dessus du rez-de-chaussée aménagé en boutiques prennent place deux étages et un comble.
Les pans de bois des façades et des murs gouttereaux sur rue sont intégralement revêtus d'en essentage d'ardoise, matériau qui compose également la toiture.
Les sculptures des piliers et poteaux représentent la Sainte Famille, des saints et sans doute des pèlerins. Il n'est pas surprenant de rencontrer ce décor sur une maison donnant sur une voie fréquentée au Moyen Âge par les pèlerins et les voyageurs
La richesse du décor des piliers et l'onéreux essentage d'ardoises témoignent de la richesse du propriétaire de la maison ou de celui qui en a ordonné les travaux.

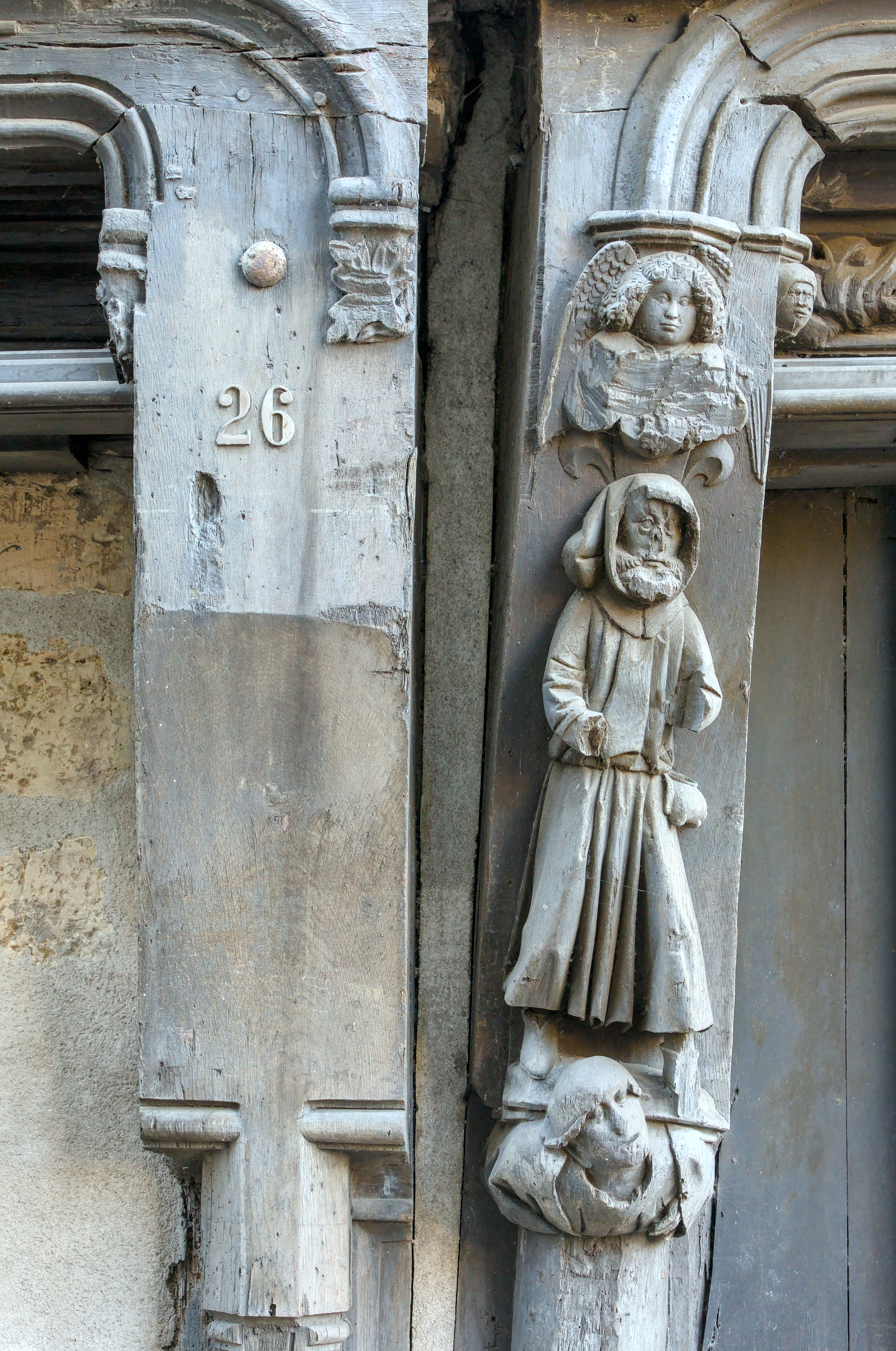
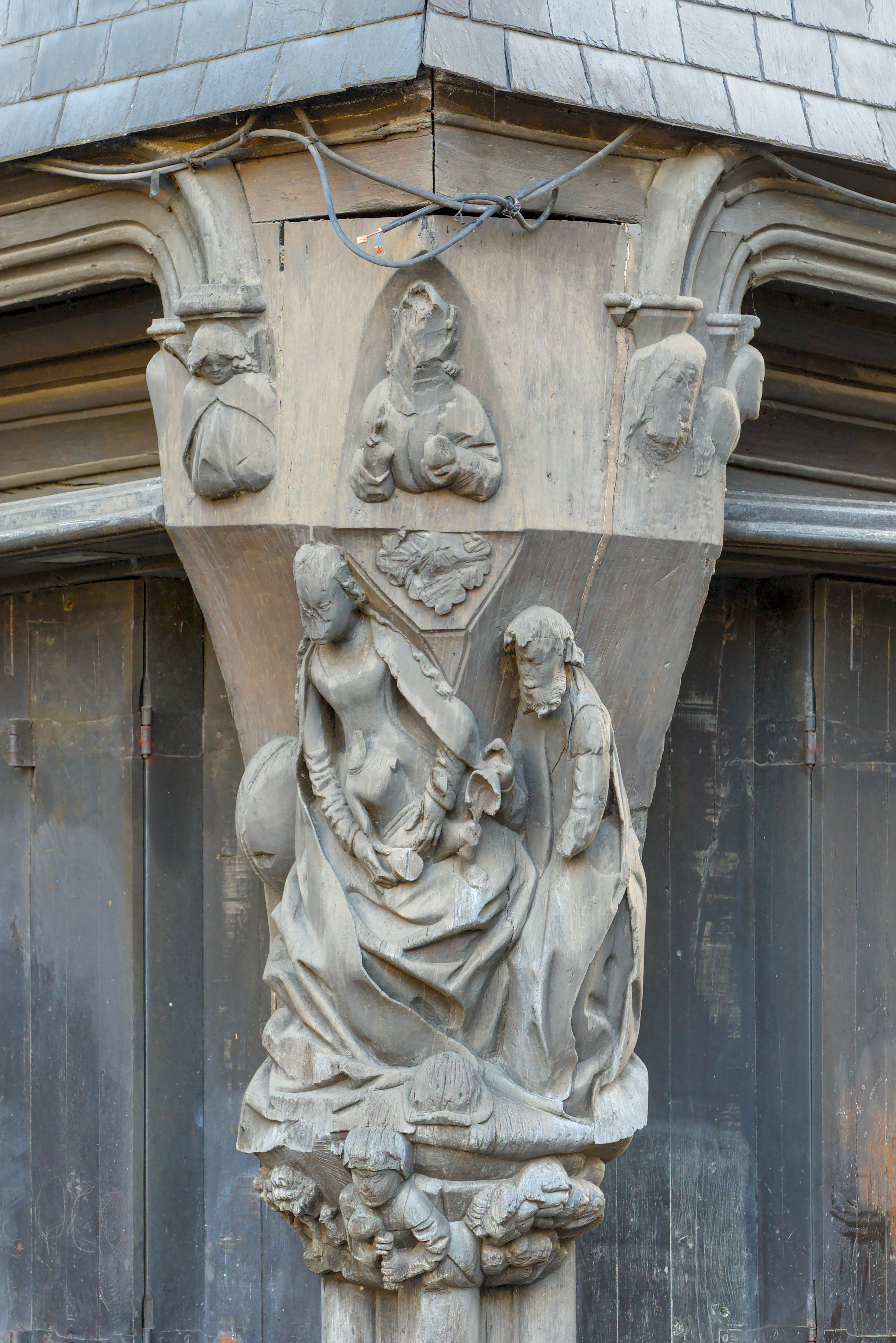
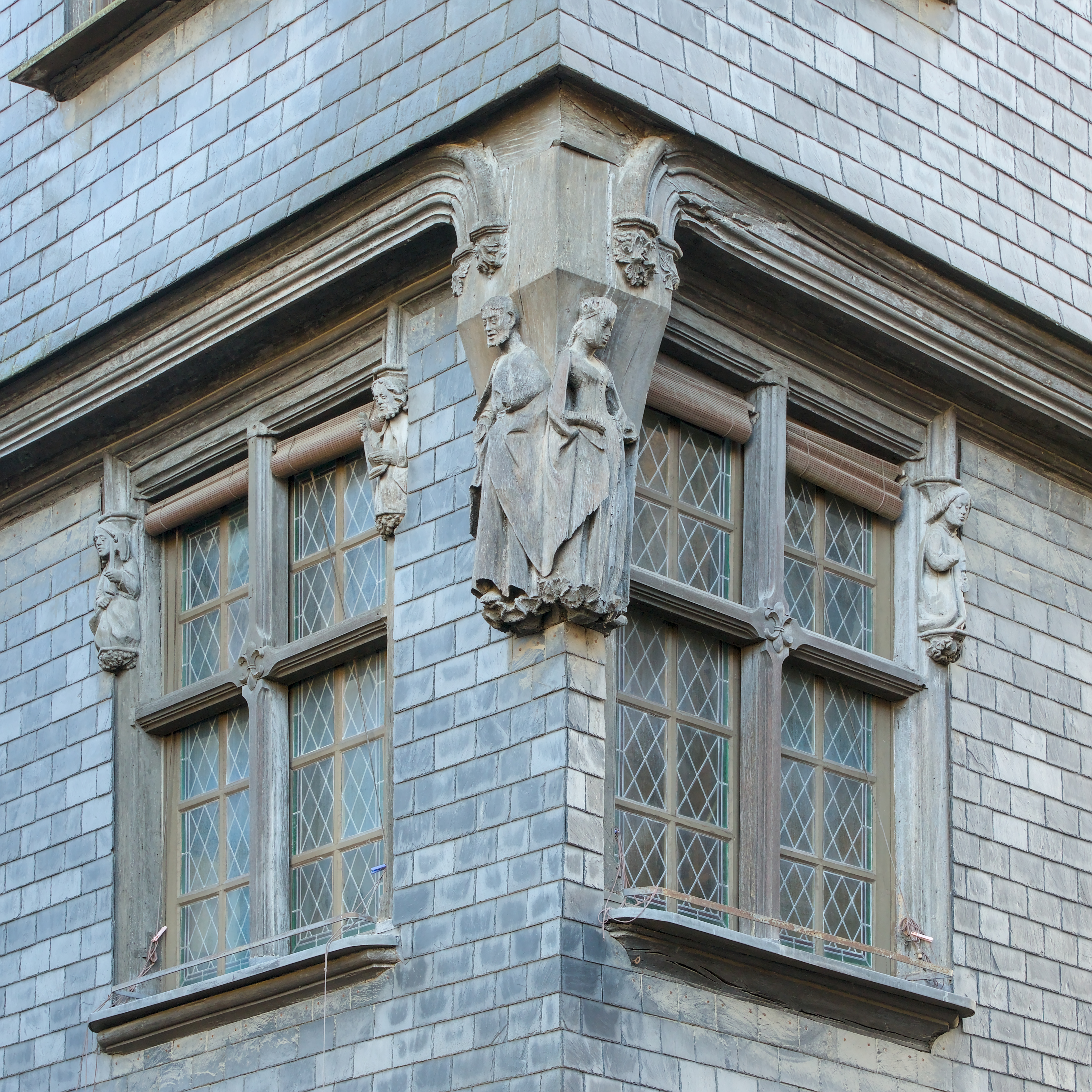
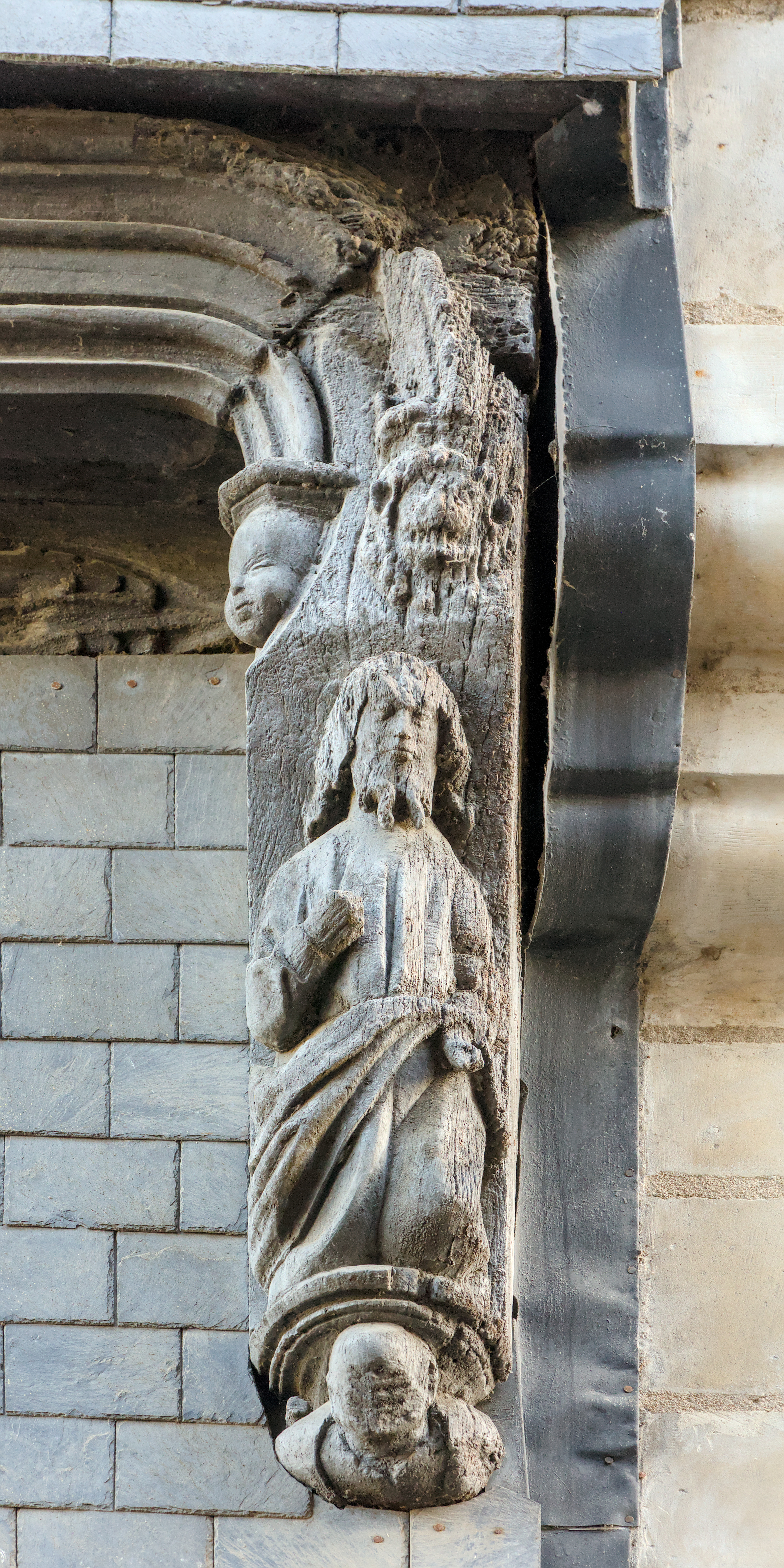

## Pour en savoir plus